# HD 23127 b
HD 23127 b ist ein Exoplanet, der den gelben Zwerg HD 23127 alle 1214 Tage umkreist. Die große Halbachse der Umlaufbahn misst ca. 2,4 Astronomischen Einheiten bei einer Exzentrizität von 0,44. Die Mindestmasse des Objekts beträgt rund 1,5 Jupitermassen. Der extrasolare Planet wurde mit Hilfe der Radialgeschwindigkeitsmethode von Simon J. O’Toole et al. im Jahr 2007 entdeckt.